# Molophilus (Molophilus) lackschewitzianus
Molophilus (Molophilus) lackschewitzianus is een tweevleugelige uit de familie steltmuggen (Limoniidae). De soort komt voor in het Palearctisch gebied.